# Gravesia lanceolata
Gravesia lanceolata là một loài thực vật có hoa trong họ Mua. Loài này được (Cogn.) H. Perrier mô tả khoa học đầu tiên năm 1932.